# José Comas Quesada
José Comas Quesada (Puerto de la Luz, Las Palmas de Gran Canaria; 3 de febrero de 1928-ibidem, 14 de enero de 1993) fue un pintor grancanario, considerado uno de los máximos exponentes de la pintura a la acuarela, tanto en Canarias como en España, del último cuarto del siglo XX.

## Comienzos artísticos

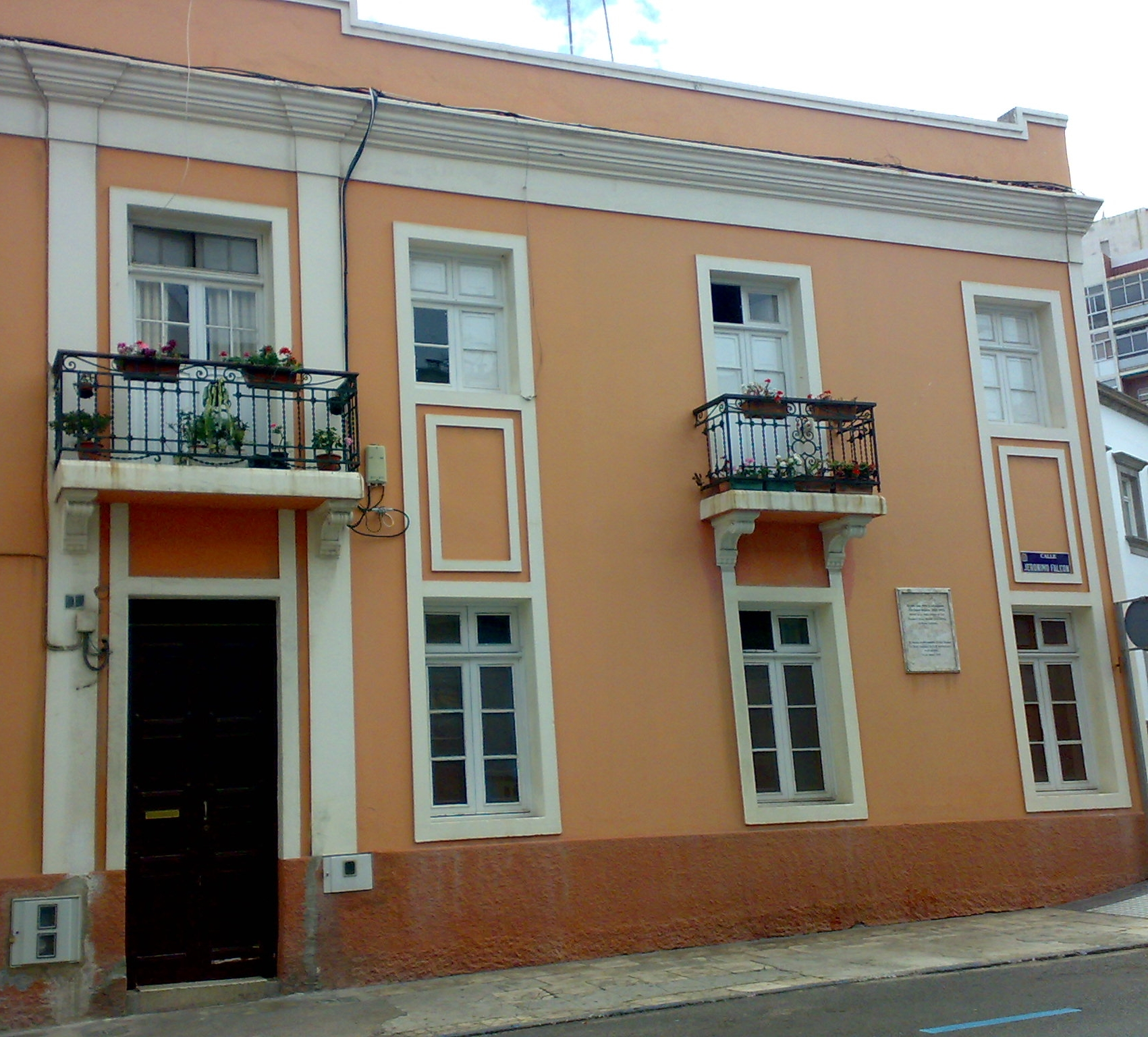
Casa donde viviera el pintor

Comas Quesada se inició en el arte de la pintura a la temprana edad de 15 años. Su interés por la misma ya despuntaba en la asignatura de dibujo del antiguo bachiller, dedicando muchas horas a practicar con lápiz y carboncillo. En aquellos difíciles tiempos de la posguerra civil española, su familia no consideraba la pintura una profesión con futuro, como explicase en una entrevista: 

Entonces comencé peritaje mercantil, pero sin abandonar mi afición. Recuerdo que junto a varios amigos aprovechábamos los fines de semana para irnos con los caballetes en ristre a la zona de El Rincón o La Laja. La situación económica era tan mala que teníamos que hacernos nosotros mismos los caballetes preparando los lienzos con sacos de harina.

Su interés por la acuarela, técnica pictórica que no abandonaría y que convertiría en vehículo de expresión durante el resto de su vida, comenzó cuando tenía entre 18 o 20 años, al contemplar unas acuarelas de Francisco Bonnín Guerín en el Gabinete Literario de la capital grancanaria y de las cuales el pintor dijo lo siguiente: 

Aquellas acuarelas de Bonnín eran algo asombroso, aún recuerdo un bodegón, que daba el perfume de las cosas, la limpieza de tratamiento. (…) Recuerdo que iba al estudio a hacer mis pinitos con la acuarela, luego volver a la exposición… o sea que para mí Bonnín indirectamente fue un maestro.

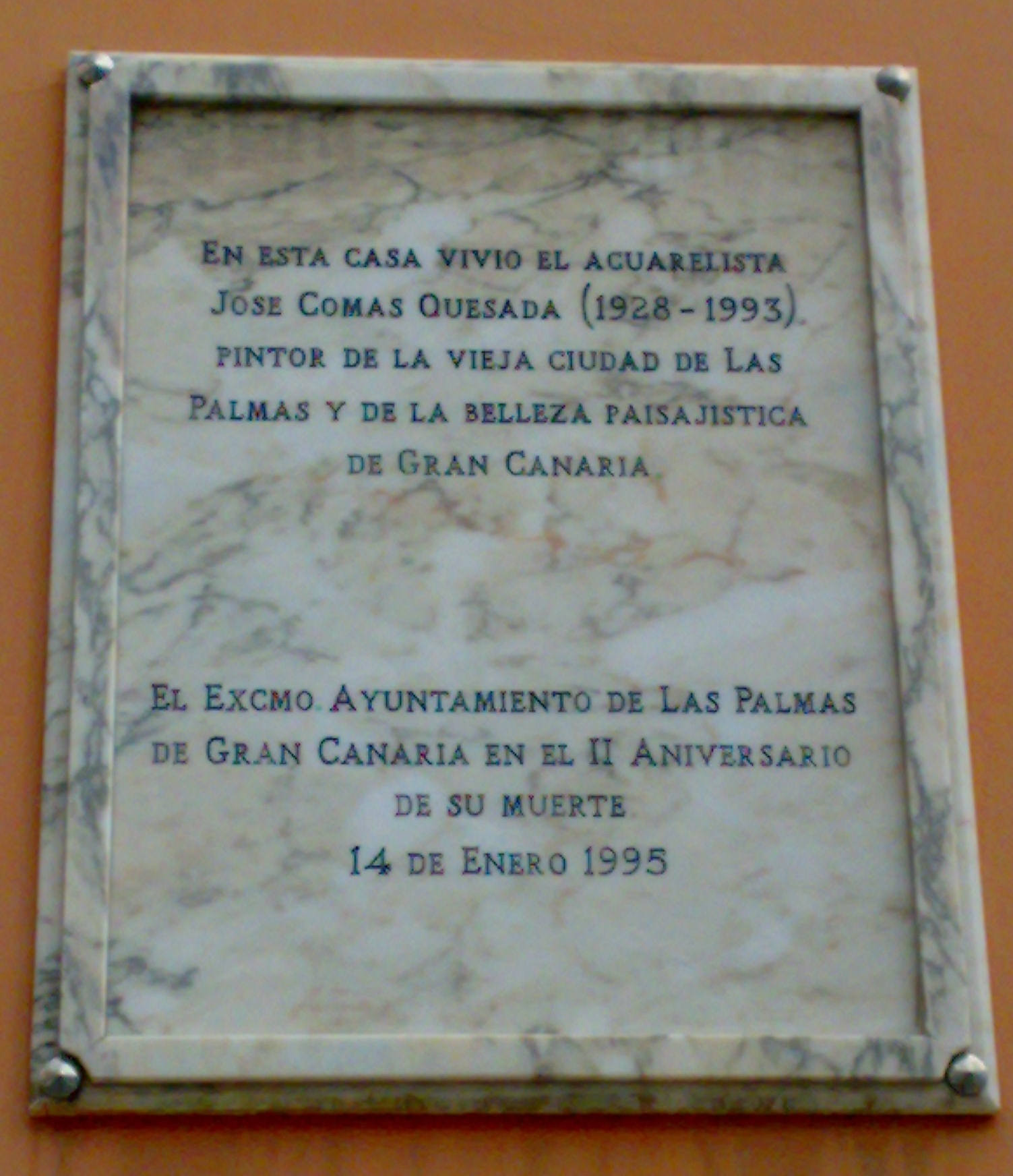
Lápida conmemorativa

Observando las pinturas de Bonnín, José Comas aprendió la técnica de la acuarela de forma indirecta, sin embargo respecto al estilo se sintió más identificado con el de Antonio González: 

“Antonio González Suárez iba buscando lo que late, lo que se siente pero no se ve. Su paisaje de brumas y nieblas es también mi paisaje porque ese es mi sentimiento, las brumas, los días fríos.

Debido a la situación de penuria económica de la década de 1940 no pudo costearse un maestro, aunque esto no le impidió aprender de manera autodidacta, iniciándose en las técnicas del lápiz, cera, sanguina, óleo y acuarela. También practicó otras disciplinas artísticas como la talla artesanal y la escultura, modelando en barro, yeso o escayola, aunque su gran afición fue siempre el dibujo.
Durante esta primera etapa de su trayectoria artística, participó en varias exposiciones colectivas, como las del Club P.A.L.A. (1947) donde presentó cuatro acuarelas de pequeño formato, entre ellas “Rincón del Pueblo Canario” y “Barcas en la costa”, así como en la exposición de noveles con motivo de los premios “Nicolás Massieu”, en Las Palmas de G. C. Asimismo intervino en las Bienales de Bellas Artes de Las Palmas en los años 1950, 1952, 1958, 1960 y toma parte en la selección “Arti Grafiche Ricordi” (Milán, 1954).
Después de estas primeras exhibiciones desapareció del panorama artístico canario durante casi veinte años por razones de índole familiar y laboral.

## Consagración como artista
En el año 1974 retomó su auténtica vocación, la pintura, y se introdujo en las distintas salas de arte del momento. El desencadenante que le llevó a ello fue su trabajo como representante de una empresa catalana de molduras. En aquel tiempo, el acuarelista sentía como si empezase de nuevo y dudaba de la calidad artística de estos primeros cuadros, de ahí que los firmase con el seudónimo de “Masco”.
En 1975 comenzó a exponer con la Agrupación de Acuarelistas Canarios, primero en la Sala Cairasco de Las Palmas de Gran Canaria y un año más tarde en el Círculo de Bellas Artes de Santa Cruz de Tenerife. En 1976 volvió a exhibir en la mencionada Sala Cairasco, donde obtuvo la medalla de bronce de la Agrupación por la acuarela titulada “Árboles y bruma”.

## Acuarelas conmemorativas: “El pintor de la ciudad”
Mención especial merecen las colecciones creadas entre los años 1977 y 1981, donde realizó, entre otras, varias series sucesivas de acuarelas cuyo leitmotiv versaba sobre los diferentes rincones de los barrios de Vegueta y Triana y que coincidieron en el tiempo con el 500 Aniversario de la fundación de Las Palmas de Gran Canaria en 1978.  
Se trataba de evocadoras imágenes de la ciudad, tanto coetáneas de su tiempo como retrospectivas de finales del siglo XIX y principios del XX, en las que se plasmaba el espíritu de la vieja villa; íntimas, cuidadas y recoletas plazas, solitarios pasajes y callejones, iglesias, balcones tradicionales canarios o quioscos testigos de otra época y tiempo. 
Algunas de las pinturas reflejaban la población tal y como era a finales de la década de 1970, pero para los espacios que ya habían sido transformados o desaparecidos víctimas del progreso, como los llamados popularmente puentes de piedra y de palo, la plaza de las ranas o el barranco de Guiniguada, el artista recurrió para recrearlos a sus propios recuerdos y a fotografías de su archivo personal. Supo captar y reflejar con gran sensibilidad el ambiente y la atmósfera de antaño, dejando así constancia plástica y documental para las generaciones futuras, pues ningún otro pintor de la época se dedicó a inmortalizar a la ciudad para conmemorar una efeméride tan importante en la historia de Canarias.
Hasta la llegada de Comas Quesada, exceptuando determinados lienzos de Nicolas Massieu, Felo Monzón, Jorge Oramas y otros autores más, Las Palmas era un ciudad sin pintores que la retratasen. Y si Massieu es considerado el pintor de Gran Canaria, Comas Quesada lo es de su capital, ya que hasta entonces ningún otro artista había producido tal cantidad de obras sobre ella.
Por esta razón se le conoce con el sobrenombre de “el pintor de la ciudad”, convirtiéndose en una especie de “cronista pictórico” de la misma. Para esos cuadros en particular, el artista sacrificó su técnica habitual a base de veladuras y de cierta tendencia a la abstracción, por una absoluta fidelidad en el dibujo y acercamiento al color local, trasladándonos a un pasado de bucólicas y románticas estampas, transmitiendo toda la belleza y el encanto que desprendía cada lugar y que solo un maestro de la acuarela como él supo aprehender y comprender.
La primera de las colecciones saldría en junio de 1977, cuando el artista presentó en una carpeta 6 acuarelas editadas en series limitadas y numeradas, en las cuales se recogían pintorescas estampas de los barrios fundacionales de Vegueta y Triana. 
Un mes más tarde, el 4 de julio de 1977, tres años después de su regreso al mundo del arte y según sus propias palabras, sin hallarse plenamente convencido de la calidad de sus pinturas, realizó su primera exposición individual. Con ésta se inauguró la Sala de Arte Madelca, que estaba situada en la Plaza Mayor de Santa Ana de la capital de la isla. Se trataba de una colección de 20 acuarelas donde se plasmaban distintos lugares del casco histórico, anticipándose así a la conmemoración del V Centenario de la fundación de Las Palmas de Gran Canaria que se celebraría al año siguiente. Aquel año ganó el certamen de la desaparecida Sala Cairasco, obteniendo  la medalla de plata de la Agrupación de Acuarelistas Canarios con la obra “Ingenio”, así como el premio de "conjunto de obra" de la Caja Insular de Ahorros de Gran Canaria.
En julio de 1978, ofreció una muestra individual en Madelca presentando nuevamente temas de la antigua urbe con motivo del 500 Aniversario de la constitución de su ciudad natal titulada “Rincones de la zona antigua”, en esta ocasión fueron 30 acuarelas. En diciembre ganó la medalla de oro de la Agrupación de Acuarelistas Canarios en el IV certamen celebrado en la Sala de exposiciones Cairasco (de la Caja Insular), por “Bruma”.
En 1979, otra serie de acuarelas sobre el centro histórico de la capital grancanaria titulada "Homenaje a la Vieja Ciudad", expuestas en la Sala de Arte de la Caja (anterior Sala Cairasco). En ese mismo año logró el primer premio por la pintura llamada “Crepúsculo en el Sur” en la I Bienal de la acuarela “Ciudad de Las Palmas”.
Dado el éxito de acogida de las series de 1977, 1978 y 1979, sobre los barrios históricos de Vegueta y Triana, nuevamente figuran estos paisajes urbanos en unas acuarelas y grabados en la Sala de Arte de la Caja en diciembre de 1981. Aunque también creó varias colecciones con otra temática paisajística durante esos años.
A partir de 1981 decidió dar por concluida ésta temática urbana (si bien Las Palmas volvería a ser su “musa” por última vez en 1991), afirmando en su día: 

“Mi amor y mi entusiasmo por la ciudad y por Vegueta está suficientemente  demostrado. He llevado a Vegueta durante muchos años fijo en mi mente, lo he pintado desde todas sus esquinas y ya la gente cuando ve por ahí una acuarela de la ciudad sabe si es mía o de otros pintores”.

Durante la década de los 80 y principios de la siguiente continuó participando en diversas exposiciones, tanto individuales como colectivas, en distintos centros culturales, salas y galerías de Gran Canaria, así como en Tenerife y Fuerteventura.
En 1985 se convirtió en miembro de la entonces recién formada Asociación Canaria de Acuarelistas, tomando parte asimismo en sus exposiciones colectivas.

## Última etapa: 1982-1992

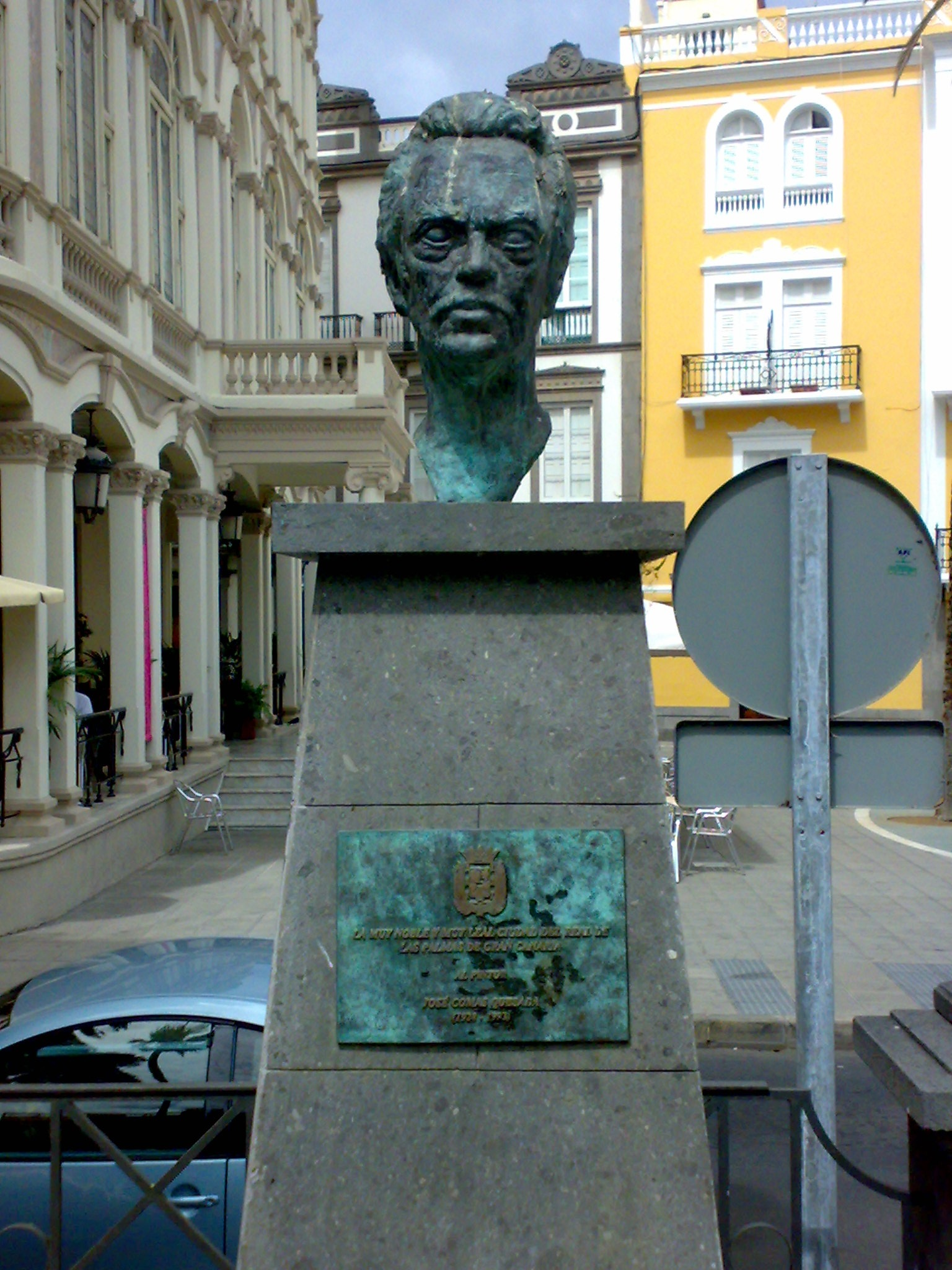
Monumento a Comas Quesada (1995), en la Alameda de Colón de su ciudad natal

En la última etapa de su carrera artística rompió con lo ilustrativo e intentó composiciones no tradicionales, se volvió más sobrio en el color y matizó las tonalidades buscando una gama de colores más extensa. Esta línea sintética y sugeridora si bien no era nueva, es en esta fase de madurez creativa cuando adquirió una mayor virulencia. Tal y como recalcó en su momento: 

“Me siento subyugado por los efectos neblinosos, por las brumas, las aguas encharcadas… atmósfera intemporal que produce efecto onírico. Es como si buscara en el paisaje que encanto hay detrás, en lo que no se ve, en ese misterioso más allá que no percibimos pero sí admiramos… sugiero una idea, elimino elementos que no me interesan, abstraigo de la realidad”.

En septiembre de 1991, en la que sería la última exposición celebrada en vida del autor, presentó en el CICCA (Centro de Iniciativas de la Caja de Canarias) una trilogía denominada: La Vieja Ciudad, Rincones Isleños y Espacios Abiertos. En cuanto a la primera, el acuarelista recuperó de nuevo el tema del casco histórico de Las Palmas, pero abordada desde una técnica renovada con una pincelada ágil y vigorosa, más decisión en el trazado y mayor cromatismo en su paleta, poniendo de relieve que era un pintor cuyo lenguaje artístico se encontraba siempre en constante evolución y búsqueda de nuevas maneras expresivas. 
Lo que caracteriza y define la producción pictórica de Comas es un continuado interés por la arquitectura y los paisajes naturales de las costas, medianías y cumbres de Gran Canaria; marinas, casas con cubierta de teja, patios y balconadas, etc. de diferentes partes de la isla como Fataga, Valleseco, San Mateo, Ayacata, Tenteniguada. Por otra parte, pintó igualmente muchos de los lugares más representativos de la isla de Tenerife; plazas, calles, espacios rústicos, balcones, etc., de Tacoronte, La Orotava, Icod, La Laguna, Santa Cruz, etc., además de determinados sitios de Fuerteventura.
El estilo del pintor es totalmente identificable, desde el colorido a la ambientación, —ese uso extraordinario, pero sin excederse, del esfumado— todo tiene un acento sobre el espacio de la cartulina: línea y perspectiva, diferenciación de planos, soltura de la aguada, etc. Hay una constante predilección por reproducir ciertos efectos y elementos atmosféricos que confieren a muchos de sus lienzos un rasgo distintivo; neblinas, cielos de variados celajes, reflejos del agua, charcos, días lluviosos, etc. Marinas donde la forma se torna evanescente con tratamiento de azules, blancos y dorados exquisitos y que recuerdan a uno de los grandes maestros de la acuarela de todos los tiempos, a Turner.
Se adscribió a los postulados de la llamada "acuarela experimental", nombre con el que se bautizaron dos exhibiciones inauguradas en 1966 y 1971 respectivamente en La Laguna (Tenerife). Esta corriente abogaba por la experimentación, superando los moldes tradicionales que dominaban al género y ofreciendo una visión renovada acorde con la estilística del momento.
José Comas Quesada fue un virtuoso del dibujo, un maestro intachable de la acuarela clásica que supo reflejar el color y la luz de Canarias. Según palabras textuales suyas: 

He pintado con gusto y para mí es una satisfacción el dominio de la técnica. Pero no es pintar por pintar, hay que pintar con sentimiento, con el corazón, y hay que ser profesional.

## Galería de obras (1977)
Algunas de la pinturas pertenecientes a la serie de 20 acuarelas, donde se representan distintos rincones de los barrios fundacionales de Vegueta y Triana.